# Elizabeth Carter Brooks
Elizabeth Carter Brooks (New Bedford, Massachusetts, 1867-1951) fue una educadora, activista social y arquitecta estadounidense. Fue una de las primeras personas en reconocer la importancia de preservar los edificios históricos en los Estados Unidos. Es considerada una de las primeras mujeres negras de su época que trabajó como arquitecta independiente.

## Biografía
Elizabeth era hija de una esclava, Martha Webb, que trabajó en la plantación del presidente Tyler; lo cual influyó en la vida de Elizabeth y en su incesable pasión y lucha por la igualdad, que dejó muy clara a lo largo de su carrera como educadora, arquitecta y activista social.
Después de graduarse de New Bedford High School, entró en la Swain Free School of Design y recibió una educación clásica en arquitectura y diseño, que le sirvió para el desarrollo de sus múltiples empresas. Elizabeth Carter Brooks fue la primera graduada negra en la Escuela Normal de Harrington para Maestros de New Bedford.
Brooks comenzó a enseñar a principios de la década de 1890 en el Orfanato de color Howard en Brooklyn, también conocido como el Asilo de huérfanos de color Howard, fundado y dirigido por afroamericanos.
El primer trabajo de Brook la llevó a Brooklyn, donde ayudó a organizar clubes de mujeres de color y, en 1896, se convirtió en la cuarta presidenta de la Asociación Nacional de Clubes de Mujeres de Color (NACWC). Después de regresar a New Bedford, fue la primera mujer afroamericana contratada como maestra de escuela pública. Enseñó durante más de 25 años en la Escuela Taylor. Además de trabajar con los jóvenes, se preocupó también por los ancianos. Así fundó el Hogar de New Bedford para la tercera edad y diseñó el Hogar permanente del grupo en la calle Chancery, que abrió sus puertas en 1908.
Su capacidad de organización fue conocida por el Consejo de Guerra de la Junta Nacional de la YWCA y, en 1918, se le pidió que planeara y supervisara el edificio de la Phillis Wheatley YWCA, originalmente para mujeres de color, en Washington D. C.
En 1930, se casó con el obispo Sampson Brooks y se mudaron a Texas. Pero su matrimonio se truncó con la muerte de su esposo cuatro años después. Tras enviudar regresó a New Bedford para continuar su trabajo, encabezando las ramas regionales y locales de la NAACP. Además organizó el club de las muchachas de Elizabeth Carter Brooks Jr.
Elizabeth falleció en 1951 y su ciudad natal, New Bedford, la honró dándole su nombre a una escuela la Elizabeth Carter Brooks School.